# 비선점 스케줄링
비선점 스케줄링(Nonpreemptive Scheduling)은 프로세스가 자원을 할당 받았을 경우, 자원을 스스로 반납할 때까지 계속 그 자원을 사용하도록 허용하는 정책이다. 적용할 때는 현재 프로세스를 사용하는 프로세스가 생성되거나 현재 프로세스 작업을 종료할 때 입출력하기 위해 스스로 프로세스를 반납할 때까지 우선 순위가 높은 프로세스의 비선점 정책을 적용하면 프로세스의 종료 시간을 비교적 정확하게 예측할 수 있다.

## 비선점 시스템의 스케줄링
- 우선순위 알고리즘 : 각 프로세스에게 우선 순위를 부여하여 순위가 높은 순서대로 처리하는 방법
- 기한부(Deadline) 스케줄링 : 작업들이 명시된 시간이나 기한 내에 완료되도록 계획. 사전에 정확한 자원 및 수행 시간을 예측하기 어려움.
- FCFS(First-Come-First-Served) : CPU 스케줄링 알고리즘 중에 제일 간단한 알고리즘으로 CPU를 요구하는 순으로 할당하는 방법이며 FIFO방식인 큐(Queue)로써 구현된다.
- SJF(Shortest Job First) : 각각의 작업이 다음 CPU버스트(Burst) 시간을 중심으로 CPU가 사용 가능할 때 버스트(Burst) 시간이 가장 작은 작업에 할당하는 기법이다.
- 공식 : Jn + 1 = αtn + ( 1 - α) Jn  ( 0 ≤ α ≤ 1)

## 같이 보기
- 스케줄링
- 선점 스케줄링